# Gérard de Vercel
Œuvres principales
- Tite live, 1513
- Notes sur la Pharsale de Lucain, 1514

Gérard Burnel de Vercel dit Gérard de Vercel est un philologue, poète, typographe et enseignant comtois du XVIe siècle né en 1480 à Vercel et mort en 1544 à Paris,. Il était aussi surnommé en latin Gerardus Vercellanus.  

## Biographie
Gérard de Vercel naît à Vercel dans le Comté de Bourgogne en 1480. Il quitte très jeune sa patrie et fait ses études à l'université d'Orléans. Il fut l'élève de Jérôme Aléandre. On le retrouve ensuite rapidement à Paris et il se fait remarquer dans le monde scientifique et littéraire par ses qualités d'esprit. Il devient enseignant de grammaire latine au collège de Boncour. Il exerce en même temps les fonctions de prote et de correcteur dans la prestigieuse imprimerie de Josse Bade. Il s'y fait remarquer de par son utilisation de caractères d'imprimerie remarquables. Il se lie d'une forte amitié au peintre Geoffroy Tory qui lui adressa un poème dans son Itinéraire d'Antonin en 1512.  En 1531, à la mort de Louise de Savoie, la mère de François 1er, il compose a son intention un poème en latin de 12 vers. Il meurt à Paris en 1544.
Son compatriote et contemporain Gilbert Cousin le qualifie d'homme d'une honnêteté et d'une érudition également admirables. 

## Ouvrages
- Illustria monimenta : De natura Deorum. De divinatione. Comm. Pietro Marso, 1509
- Tite-Live, 1513
- Notes sur la Pharsule de Lucain, 1514
- Notes sur la tragédie de Sénèque, 1514, 1519
- Vitae Plutarchi Cheronei post Pyladen Brixianum longe diligentius repositae, 1514[10]
- Plutarchi Cheronei et Aemilii Probi Illustrium virorum vite, 1520
- Épitaphe de la reine Louise de Savoie, 1531